# 隆回县
隆回县是位于湖南省邵阳市中部的县。GDP总量70.4亿元（2010年），县人民政府駐桃花坪街道桃洪东路450号。区域总面积为2,867.67平方公里。

## 历史
隆回疆域春秋战国属楚国南境，秦统一中国，始设郡县，属长沙郡。西汉初属长沙国昭陵县地。汉武帝元朔五年（前124年），析昭陵置都梁、二侯国，属零陵郡。都梁侯国城邑一说在今武冈城东七里村，一说在今隆回桃花坪一带。东汉地属昭陵、都梁县地。
三国吴宝鼎元年（266年），割零陵北部置昭陵郡，又析昭陵置高平县，县治在今高平镇小坳村古县场，并改都梁为武冈县，今境分属昭陵、高平、武冈县地。晋太康元年（280年），分武冈北境复置都梁县，更高平为南高平。都梁县城在今桃花坪一带。此时县境分属昭陵郡的都梁、高平县地。南朝梁曾徙昭陵郡治于桃花坪。
南朝陈省昭陵、高平入邵阳，县境属邵阳、都梁县地。隋平陈，郡废，并都梁、夫夷入邵阳，仅置邵阳一县。隋末萧铣据邵阳，置建州，又致武攸县于今城步县治。唐高祖武德四年（621年）平萧铣，改建州为南梁州，改武攸县为武冈县。唐太宗贞观十年（636年）改南梁州为邵州，辖邵阳、武冈二县，此时属邵阳、武冈县地。宋神宗熙宁五年（1072年）开发梅山，以上梅山置新化县，属邵州。自此，隆回境域分属邵阳、武冈、新化三县辖地，历元、明、清无甚变动。隆回县始建于民国三十六年（1947年），当年5月设立隆回县筹备处，8月1日正式成立，县治设六都寨；1949年县治由六都寨迁至“桃花坪”（今桃洪镇）。

## 人口
2020年末，根據全國第七次人口普查統計數據顯示：全县常住人口为1009778人，与2010年第六次全国人口普查的1095392人相比，减少85614人，减少7.82%。

## 地理
隆回县地处资水上游，雪峰山脉贯穿于辖境西北；地势西北部高、南部低。全境山地占40.35%，丘陵占25.29%。岗地占18.565%，山原占7.53%，平原占5.64%，水域占2.63%。县境自东南向西北呈阶梯式递升，形成南部丘岗区、西北山原区、北部山地区3个地貌区。至高点为白马山，海拔1781米，最低点位于资水河段，海拔230米。境内河流分属资水和沅水二大水系；主要河流为资水和辰水河。
相邻县级行政区有，北界新化县，东依新邵县，西南和邵阳县接壤，南连武冈市，西接洞口县和溆浦县。

## 行政区划
隆回县下辖2个街道办事处、18个镇、3个乡、2个民族乡：
桃花坪街道、花门街道、小沙江镇、金石桥镇、司门前镇、高平镇、六都寨镇、荷香桥镇、横板桥镇、周旺镇、滩头镇、鸭田镇、西洋江镇、岩口镇、北山镇、三阁司镇、南岳庙镇、七江镇、羊古坳镇、罗洪镇、麻塘山乡、虎形山瑶族乡、大水田乡、荷田乡和山界回族乡。
1982年12月31日，隆回县下辖10区和1区级镇、60乡和7乡级镇。1996年经过撤区并乡区划调整，撤并为26乡镇。

## 政治

### 现任领导
| 机构     | 隆回县人民政府 县长 | · 中国共产党 · 隆回县委员会 · 书记 | 隆回县人民代表大会 常务委员会 主任 | · 中国人民政治协商会议 · 隆回县委员会 · 主席 |
| -------- | ------------------- | ---------------------------------- | ---------------------------------- | -------------------------------------------- |
| 姓名     | 杨韶辉              | 刘厚见                             | 曾梅林                             | 奉锡样                                       |
| 民族     | 瑶族                | 汉族                               | 汉族                               | 瑶族                                         |
| 出生地   | 湖南省洞口县        |                                    | 湖南省邵东市                       | 隆回县虎形山瑶族乡                           |
| 出生日期 | 1974年2月（51歲）   | 1973年11月（51歲）                 | 1968年9月（56歲）                  | 1972年1月（53歲）                            |
| 就任日期 | 2021年10月          | 2024年5月14日                      | 2021年10月                         | 2021年10月                                   |

## 交通
- 320国道、 356国道。
- 沪昆高速
- 懷衡鐵路：隆回站